# NBSスーパーニュース
『NBSスーパーニュース』（エヌビーエス スーパーニュース、ラテン文字表記：NBS Super NEWS）は、長野放送で1998年3月30日から2015年3月29日まで生放送された夕方の長野県向けのローカルワイドニュース番組である。

## 概要
- わずか1年で終了となった『FNNニュース555 ザ・ヒューマン』（長野放送では『FNN NBSザ・ヒューマン』）の後番組としてスタートした。

- 番組タイトルは前番組と同様にフジテレビのタイトル（『FNNスーパーニュース』）に倣う形で、長野放送では「NBSスーパーニュース FNN」と名付けた。なお、キャスターは前番組から引き継いだものの、放送開始時間については5分遅い17:55スタート（フジテレビと同時刻）になった。

- 2006年3月31日までの平日は17:54からの『FNNスーパーニュース』からのネットとなっていたが、2006年4月3日から『スーパーニュース』17時台を放送、放送開始が16:55（後に16:53→16:50）に繰り上がった。東京発の17時台を放送する前は、この時間帯は報道特別番組（重大ニュース）以外はドラマの再放送に充てていた。実質のローカルニュースは18:15 - 19:00までの放送となる。その後、フジテレビが『FNNスーパーニュース』の開始時間を16:30に繰り上げた2013年4月1日より、長野放送も同日から同時刻での放送に移行。

- 2008年3月31日からステレオ放送だが、全国ニュース枠はモノラル音声のままである。2010年7月5日から地上アナログ放送ではレターボックス放送になる。

- 18時台の音楽は独自のものである。

- キー局・フジテレビが『（FNN）みんなのニュース』をスタートさせることに伴い、2015年3月29日に番組終了。後番組は『NBSみんなのニュース』。

## キャスター

### 平日版
- 西尾佳（2014年3月31日 - 2015年3月27日）
- 大谷香奈絵（2011年3月28日 - 2015年3月27日）

### 週末版
- 2014年4月以降、毎週土曜日は原則として上小牧忠道が担当。毎週日曜日は、現役のNBSアナウンサーが不定期の交代で担当している。

### 過去のキャスター（週末版も含む）
| 期間      | 期間      | 男性       | 女性       |
| --------- | --------- | ---------- | ---------- |
| 1998.3.30 | 2002.3.29 | 早川英治   | 吉田麗子   |
| 2002.4.1  | 2010.3.26 | 早川英治   | 菰田敦子   |
| 2010.3.29 | 2011.3.25 | 上小牧忠道 | 菰田敦子   |
| 2011.3.28 | 2014.3.28 | 上小牧忠道 | 大谷香奈絵 |
| 2014.3.31 | 2015.3.27 | 西尾佳     | 大谷香奈絵 |

- 菊池秀之
- 浅野薫
- 吉崎仁康
- 御影倫代
- 田巻佑規子
- 鈴木恵理
- 倉見慶子
- 岸田麻未
- 吉田圭吾

## 放送時間
| 期間      | 期間      | 放送時間（JST）        | 放送時間（JST）       | 放送時間（JST）       |
| 期間      | 期間      | 月曜日 - 金曜日        | 土曜日                | 日曜日                |
| --------- | --------- | ---------------------- | --------------------- | --------------------- |
| 1998.3.30 | 2000.4.2  | 17:55 - 19:00（65分）  | 18:00 - 18:30（30分） | 17:30 - 18:00（30分） |
| 2000.4.3  | 2001.4.1  | 17:54 - 19:00（66分）  | 18:00 - 18:30（30分） | 17:30 - 18:00（30分） |
| 2001.4.2  | 2006.4.2  | 17:54 - 19:00（66分）  | 17:30 - 18:00（30分） | 17:30 - 18:00（30分） |
| 2006.4.3  | 2012.9.30 | 16:53 - 19:00（127分） | 17:30 - 18:00（30分） | 17:30 - 18:00（30分） |
| 2012.10.1 | 2013.3.31 | 16:50 - 19:00（130分） | 17:30 - 18:00（30分） | 17:30 - 18:00（30分） |
| 2013.4.1  | 2013.9.29 | 16:30 - 19:00（150分） | 17:30 - 18:00（30分） | 17:30 - 18:00（30分） |
| 2013.9.30 | 2015.3.29 | 16:50 - 19:00（130分） | 17:30 - 18:00（30分） | 17:30 - 18:00（30分） |

備考
- 同局の番組表などでは、平日版も週末版も『NBSスーパーニュース』のタイトルを使用しているが、実際にはオープニングで使用されているタイトルロゴは異なり、週末版は『FNNスーパーニュースWEEKEND』になっている。

## 番組内容

### 2015年3月終了時点
- 2011年3月28日に『FNNスーパーニュース』のリニューアルが行われ、ローカルニュース放送開始時間が18:15となった。
- 18時台後半の任意ネット枠は本番組では放送せず、ローカルニュース枠内では東京発のスポーツコーナーをネットしていなかったが（但し重大ニュース発生時などは臨時でネットする事がある）。「えなみゼミ」になった2014年10月6日から3年半ぶりに再開された。
- 項目テロップのデザインが全国ニュースのリニューアルと共に変更された。
- 以下のコーナーは、引き続き放送される。
  - 『花やみどりのある絵』中央入選作品の紹介 - 『NBSイブニング630』から続く企画。
  - わが家のあいどる - 『めざましテレビ』の「きょうのわんこ」に似たスタイルのペット紹介コーナー。
  - あなたのベストショット - 視聴者から写真投稿。
  - みんなの五七五 - 「気軽に一句 NBS俳句コーナー」から名称変更。
  - ヤン坊マー坊天気予報 - FNN系列局で唯一放送されていたが2013年3月をもって終了。同年4月以降は東京発の『オオタニ天気』で使用されているBGMを使っている。
- 上記コーナー終了後、県内ニュースをフラッシュ形式で放送する『トク選』が放送。
  - 東京発の任意ネット枠（NBSでは放送されない）にも同名称のコーナーがあるが、内容は異なる。
- 番組終了直前に、県内天気を再度伝える。

## 追記
- 2008年11月3日に1回、同番組内での「天気予報」、「気軽に一句 NBS俳句コーナー」、「あなたのベストショット」で使われるヴァーチャルスタジオのデザインが変更されている。

## NBS歴代の夕方ニュース
| 期間      | 期間      | 月曜日 - 金曜日                  | 土曜日                           | 日曜日                           |
| --------- | --------- | -------------------------------- | -------------------------------- | -------------------------------- |
| 1982.4.1  | 1984.9.30 | NBSイブニング630                 | FNNニュースレポート5:30          | FNNニュースレポート5:30          |
| 1984.10.1 | 1985.3.31 | NBSイブニング6:00                | FNNニュースレポート5:30          | FNNニュースレポート5:30          |
| 1985.4.1  | 1990.4.1  | NBSイブニング6:00                | NBSイブニング6:00                | NBSイブニング5:30                |
| 1990.4.2  | 1997.3.30 | NBSスーパータイム NEWS&SPORTS    | NBSスーパータイム NEWS&SPORTS    | NBSスーパータイム NEWS&SPORTS    |
| 1997.3.31 | 1998.3.29 | NBSザ・ヒューマン                | NBSザ・ヒューマン                | NBSザ・ヒューマン                |
| 1998.3.30 | 2015.3.29 | NBSスーパーニュース FNN          | NBSスーパーニュース FNN          | NBSスーパーニュース FNN          |
| 2015.3.30 | 2018.4.1  | NBS みんなのニュース             | NBS みんなのニュース             | NBS みんなのニュース             |
| 2018.4.2  | 2019.3.31 | NBSプライムニュース みんなの信州 | NBSプライムニュース みんなの信州 | NBSプライムニュース みんなの信州 |
| 2019.4.1  | 現在      | NBSみんなの信州                  | NBSみんなの信州                  | NBSみんなの信州                  |